# Nimravus
Nimravus — род вымершего семейства кошкоподобных хищников нимравид, или «ложных саблезубых тигров». Существовали на Земле в олигоцене в течение примерно 7 миллионов лет, с 33,3 по 26,3 миллиона лет назад. Обитали на территории Северной Америки. Типовой род семейства.

## Описание
Nimravus были около 1,2 метра в длину. Видимо, они напоминали современного каракала, хотя их задние ноги были длиннее, а лапы отчасти напоминали собачьи, так как имели не полностью втяжные когти. Они наверняка охотились на птиц и мелких млекопитающих из засады, как современные кошки. Nimravus конкурировали с другими ложными саблезубыми кошками, такими как Eusmilus.
Известен череп Nimravus с двумя отверстиями в районе лба, которые точно соответствуют клыкам Eusmilus. Данная особь по-видимому, выжила после этого нападения, поскольку на черепе есть признаки заживления.
M. Mendoza оценил прижизненную массу одного из экземпляров Nimravus в 29,5 кг.

## Места находок
Окаменелости Nimravus были обнаружены в западной части США от Орегона и южной Калифорнии до штата Небраска.

## Виды
- Nimravus altidens
- Nimravus brachyops
- Nimravus edwardsi
- Nimravus gomphodus
- Nimravus intermedius
- Nimravus sectator